# Nußbach (Pfalz)
Nußbach település Németországban, Rajna-vidék-Pfalz tartományban. Lakosainak száma 548 fő (2023. december 31.).

## Népesség
A település népességének változása:
| Lakosok száma | 635  | 553  | 552  | 547  | 553  | 548  |
|               | 1975 | 2017 | 2019 | 2021 | 2022 | 2023 |